# モーリス・ブルグ
モーリス・ブルグ（Maurice Bourgue, 1939年11月6日 - 2023年10月6日）は、フランスのオーボエ奏者、指揮者である。アヴィニョン出身。

## 経歴

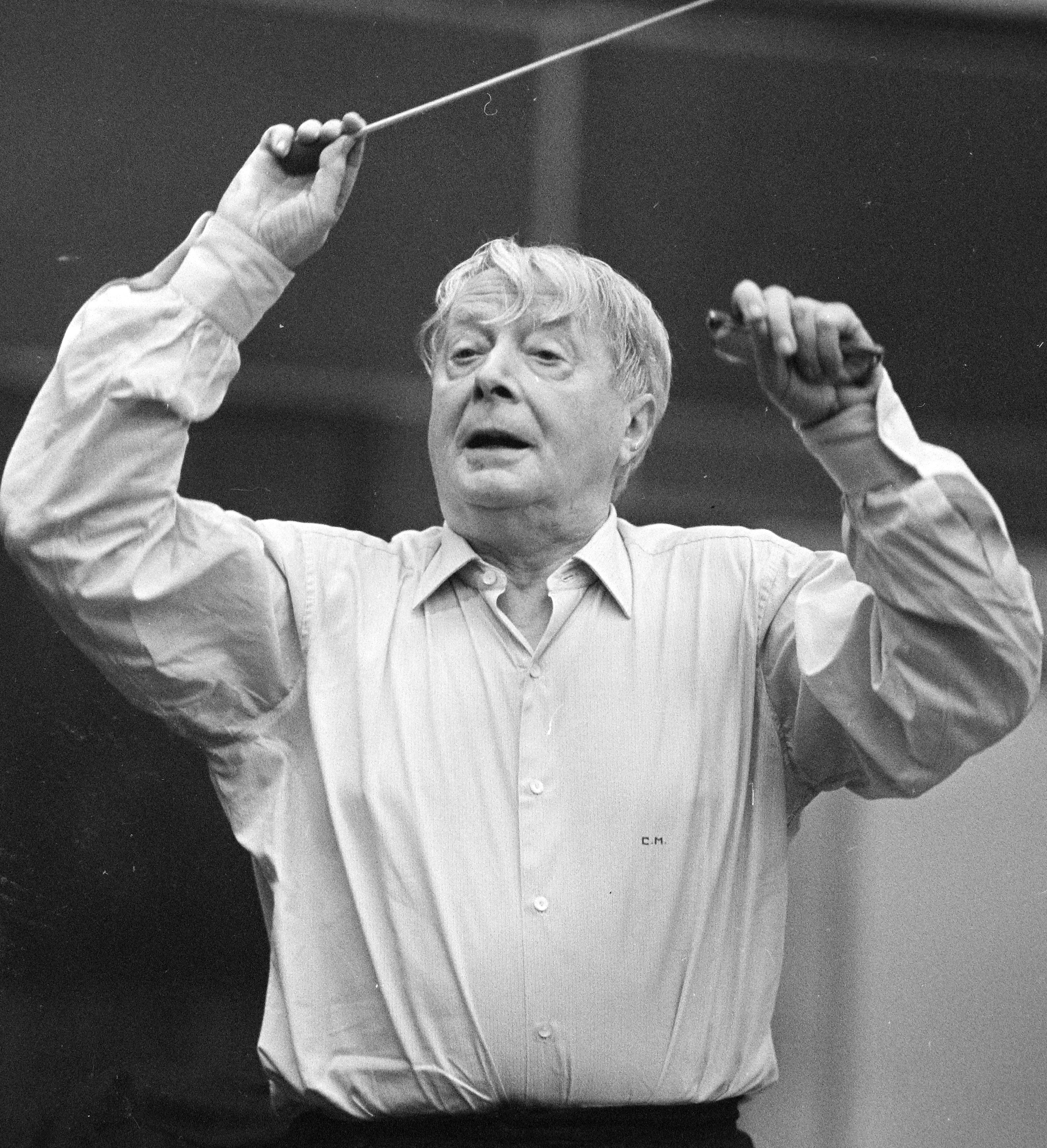
シャルル・ミュンシュ (1966年)

1939年、フランスのアヴィニョンに生まれる。パリ国立高等音楽院にてエティエンス・ボドとフェルナン・ウブラドゥーに師事し、1958年にオーボエで一等賞を、1959年に室内楽で1等賞を得て卒業した。また、「フランスで初めてオーボエをソリストの楽器にした」と評されたピエール・ピエルロにも師事している。
1964年から3年間、バーゼル交響楽団のソロ・オーボエ奏者を務めたのち、指揮者シャルル・ミュンシュの招きで1967年から1979年にかけてパリ管弦楽団の首席奏者を務め、その後はフリーのソリスト、室内楽奏者として活躍している。室内楽の演奏団体も設立しており、パリ管弦楽団在籍時の1972年には、同オーケストラのメンバーからなるモーリス・ブルグ管楽八重奏団（編成はオーボエ、クラリネット、ホルン、バスーン各2名ずつ）を、退団後の1988年にはモーリス・ブルグ・トリオ（メンバーは何度か交代しており、2011年からはピアニストの今井喜美子、ファゴット奏者のセルジオ・アッツォリーニがメンバーである）を結成している。また、1980年代からは指揮者としても活躍している。
ヤン・ディスマス・ゼレンカ、トリエベール、アンドレ・ジョリヴェ、パヴェル・ハースらの作品の演奏を通し、「オーボエの名曲の発掘と紹介に長年力を入れて」いると評されている。
なお、オーボエはリグータ社製のものを使用し続けている。
2023年10月6日にアヴィニョンで死去、83歳没。

## 教育活動

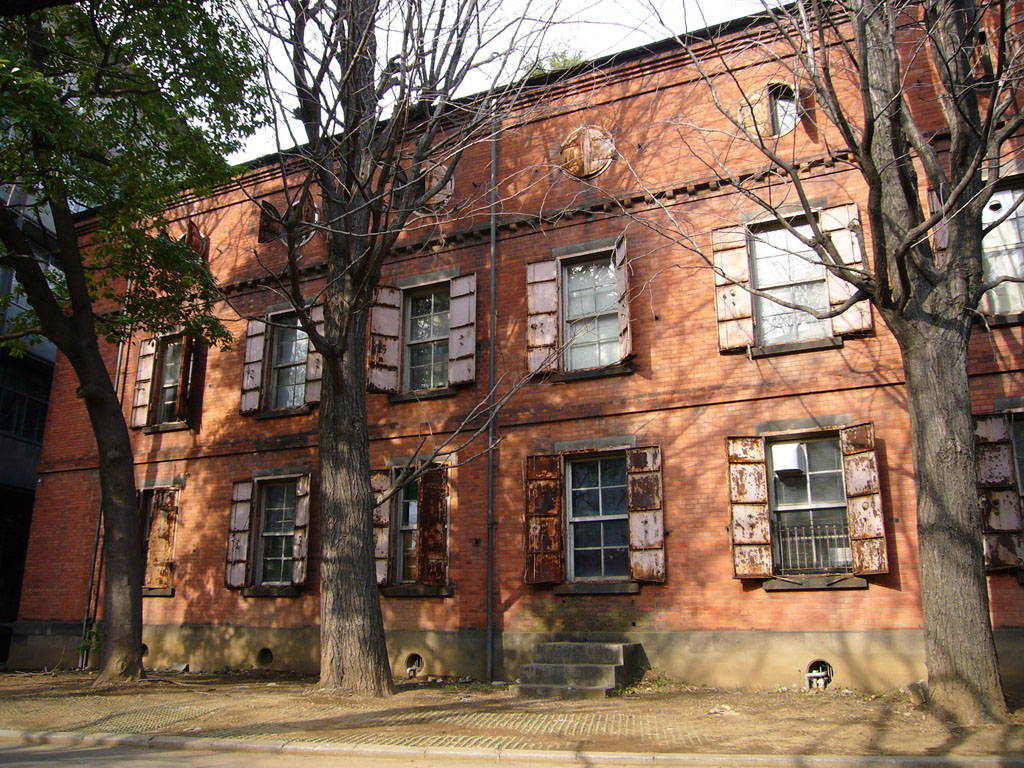
東京藝術大学 (2006年)

教育者としては、ジュネーヴ音楽院など世界各地でマスタークラスを開催しているほか、ヴェーグ国際室内楽アカデミー音楽監督やパリ国立高等音楽院教授、東京藝術大学音楽学部卓越教授を務めた。
また、8年間かけて「自然な呼吸法」を研究したとされており、ブルグ本人は「体が自然に呼吸し、正しい姿勢を保ち、それを音楽にいかす。すべての音楽は、自然で自由で繊細かつ正確な呼吸法から生まれます」「オーボエ奏者に限らず、ピアニストもヴァイオリニストも呼吸法を学んでほしいと思います。からだが自然に呼吸し、正しい姿勢を保ち、それを音楽に生かす。すべての音楽は、自然で自由で繊細かつ正確な呼吸法から生まれます。管楽器奏者だけではないんですよ」と語っている。弟子たちもブルグの呼吸法について言及しており、ボストン交響楽団準首席オーボエ奏者の若尾圭介は「ブルグさんは昔からあこがれの存在。呼吸法を研究し、8年間かけて自然な呼吸法をマスターしたことでも知られています。それを学びたかったんです」と語り、マーラー室内管弦楽団首席オーボエ奏者の吉井瑞穂は「技術的な演奏理論や解釈論においても、先生のお話は大変貴重です」と語っている。
また、日本で開催される国際オーボエコンクールでは審査員を務めている。

## 主な弟子

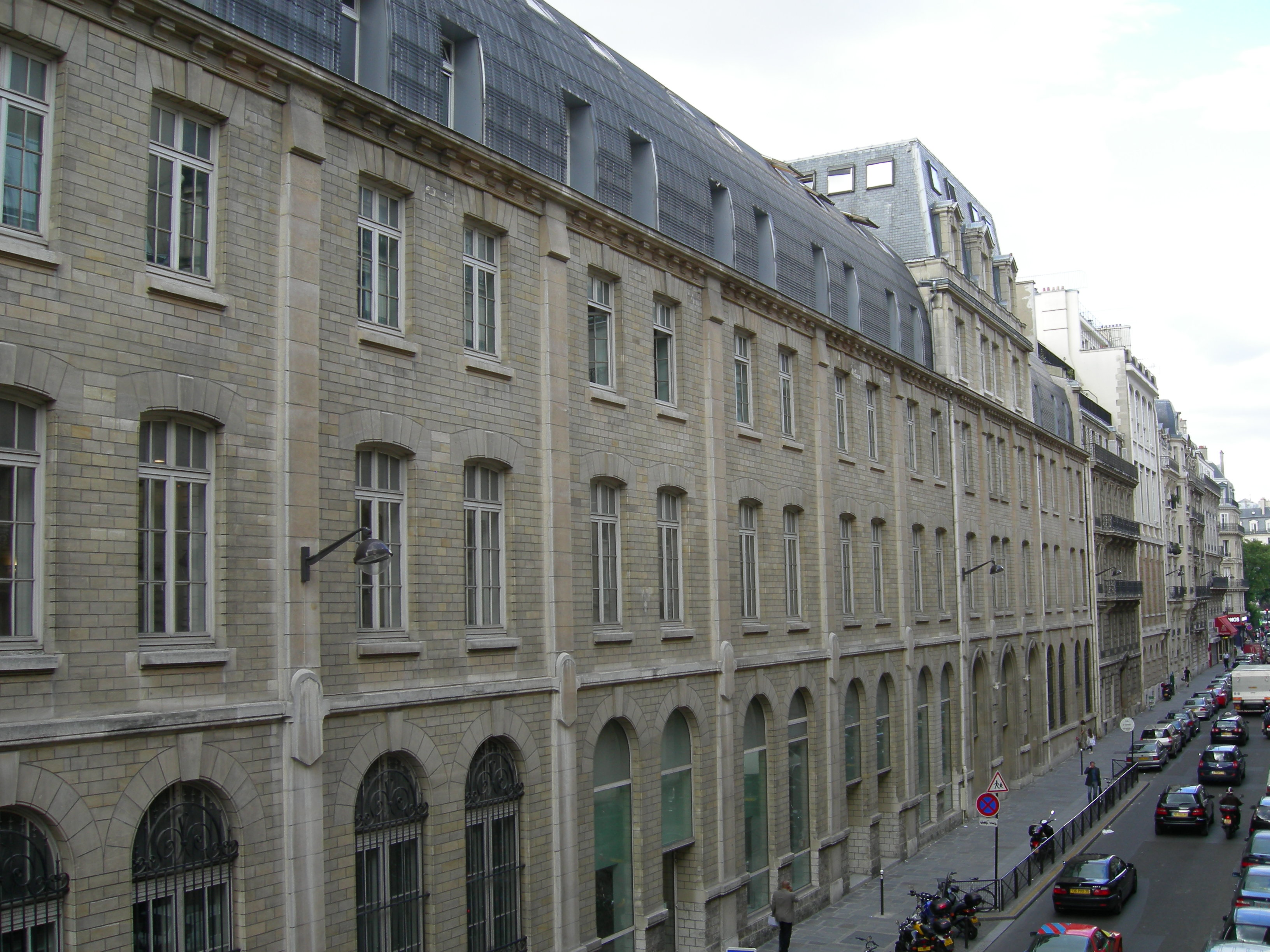
パリ国立高等音楽院 (2007年)

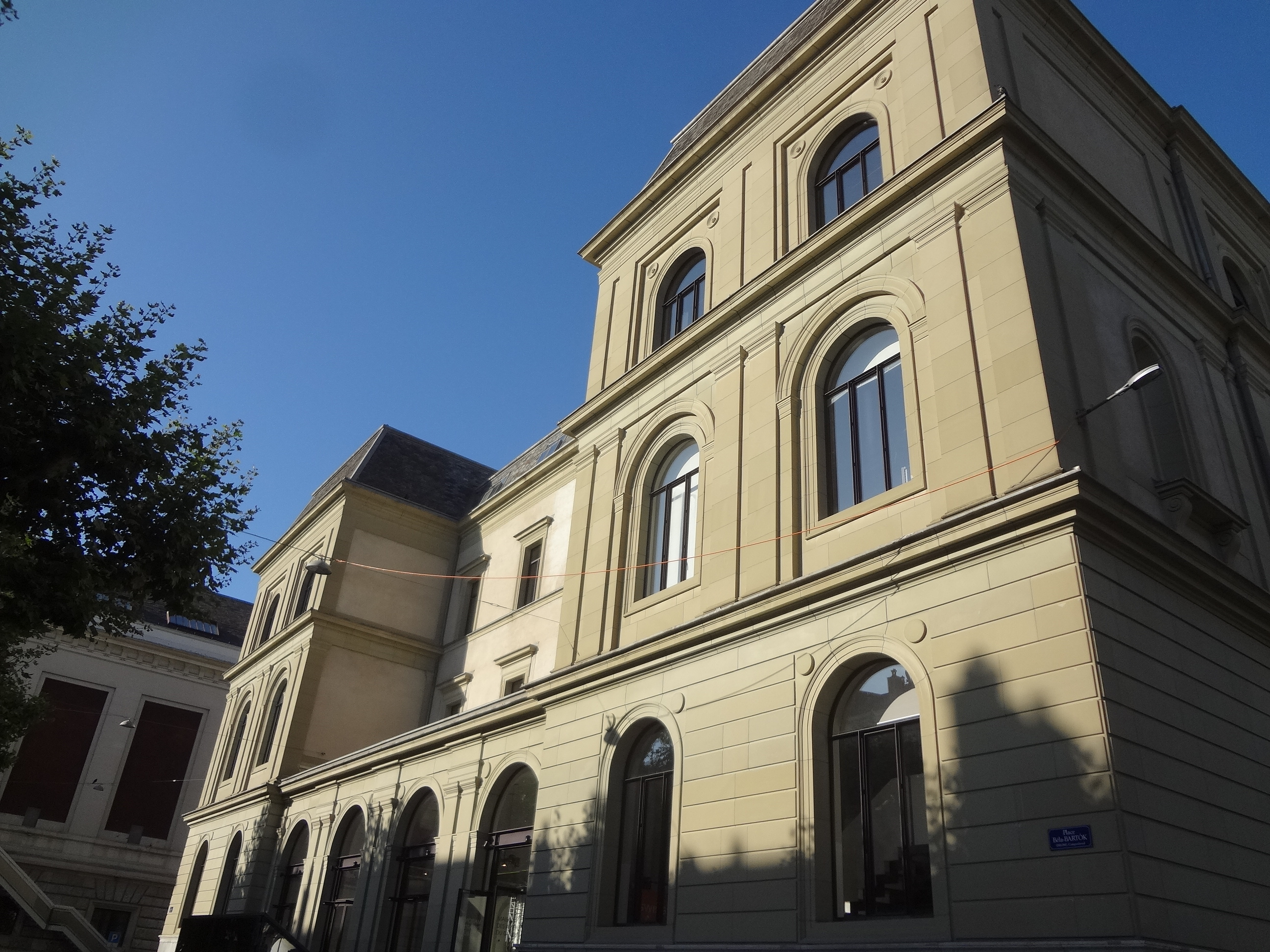
ジュネーヴ音楽院 (2019年)

- 若尾圭介 - ボストン交響楽団準首席オーボエ奏者、ボストン・ポップス・オーケストラ首席オーボエ奏者[10]。2013年に3ヶ月の休暇を取得してパリで暮らし、南仏に住むブルグのもとへ通ってレッスンを受けた[10]。その後ブルグは若尾のいるボストンを訪れ、若尾やその知人の音楽家たちと共演した[10]。その結果、若尾とブルグが共演したCDが作成された[10]。また、若尾はパリ滞在中にフランスのオーボエ作品を録音したCDを作成したが、ブルグは指揮者・ピアニストのクリストフ・エッシェンバッハとともに直筆で推薦状を書いた[13]。
- 吉井瑞穂 - マーラー室内管弦楽団首席オーボエ奏者[14][15]。20歳頃に京都フランス音楽アカデミーでブルグのレッスンを受けたのち、27歳のときから5年間、プロ奏者としてマーラー室内管弦楽団で演奏しながらジュネーヴ音楽院にブルグのレッスンを受けに行った[11]。
- アルブレヒト・マイヤー - ベルリン・フィルハーモニー管弦楽団首席オーボエ奏者[16][17]。
- ジョナサン・ケリー - ベルリン・フィルハーモニー管弦楽団首席オーボエ奏者[18][19]、アンサンブル・ウィーン・ベルリン団員[20]。パリでブルグに師事した[18]。
- セリーヌ・モワネ - ドレスデン国立歌劇場管弦楽団首席オーボエ奏者[21][22][23]。パリ国立高等音楽院でブルグに師事した[22][23]。
- アレクセイ・オグリンチュク - ロイヤル・コンセルトヘボウ管弦楽団首席オーボエ奏者[21][24]。パリ国立高等音楽院でブルグに師事した[21]。
- アルメル・デスコッテ - ミラノ・スカラ座管弦楽団首席オーボエ奏者[21]。パリ国立高等音楽院でブルグに師事した[21]。
- ダイアナ・ドハティ - シドニー交響楽団首席オーボエ奏者[21][25]。
- ドメニコ・オーランド - ライプツィヒ・ゲヴァントハウス管弦楽団首席オーボエ奏者[21][26]。ジュネーヴでブルグに師事した[21][26]。
- 高山郁子 - 京都市交響楽団首席オーボエ奏者[21][27]
- イヴァン・ポディヨモフ - ロイヤル・コンセルトヘボウ管弦楽団首席オーボエ奏者[21][28]。ジュネーヴ音楽院でブルグに師事した[21][28]。
- ヤン・トゥリ - プラハ音楽院教授[21][29]。
- ジェローム・ギシャール - リヨン国立管弦楽団ソロ・オーボエ奏者[21][29]。
- ノラ・シスモンディ - スイス・ロマンド管弦楽団首席オーボエ奏者[21][29]。
- フランソワ・ルルー - 元バイエルン放送交響楽団首席オーボエ奏者、レ・ヴァン・フランセメンバー[30]。パリ国立高等音楽院にてブルグに師事した[30]。
- トーマス・インデアミューレ - カールスルーエ音楽大学教授[31]。パリでブルグに師事した[31][32]。

## コンクール入賞歴
- 1961年 ミュンヘン国際コンクール第3位[33]。
- 1963年 ジュネーヴ国際音楽コンクール第2位[3]
- 1966年 バーミンガム管楽コンクール優勝[3]
- 1967年 ミュンヘン国際音楽コンクール優勝[3]
- 1968年 プラハの春国際音楽コンクール優勝[3]
- 1970年 ブダペスト国際音楽コンクール優勝[3]